# Descant
Descant était un magazine trimestriel canadien anglophone de littérature créé en 1970 et disparu en mars 2015.